# Cratere Enid
Enid  è un cratere sulla superficie di Venere.